# Emil Ruusuvuori
Emil Ruusuvuori (ur. 2 kwietnia 1999 w Helsinkach) – fiński tenisista, reprezentant kraju w Pucharu Davisa.

## Kariera tenisowa
W grze pojedynczej jest finalistą dwóch turniejów o randze ATP Tour. Zwyciężył w czterech turniejach rangi ATP Challenger Tour w grze pojedynczej i trzech w grze podwójnej.
Od lutego 2017 reprezentant Finlandii w Pucharze Davisa.
W rankingu gry pojedynczej najwyżej na 37. miejscu (3 kwietnia 2023), a w klasyfikacji gry podwójnej na 179. pozycji (2 maja 2022).

### Finały w turniejach ATP Tour
| Legenda                                      |
| -------------------------------------------- |
| Wielki Szlem                                 |
| Igrzyska olimpijskie                         |
| Tennis Masters Cup / ATP Finals              |
| ATP Masters Series / ATP Tour Masters 1000   |
| ATP International Series Gold / ATP Tour 500 |
| ATP International Series / ATP Tour 250      |

#### Gra pojedyncza (0–2)
| Końcowy wynik | Nr | Data            | Turniej  | Nawierzchnia | Przeciwnik     | Wynik finału     |
| ------------- | -- | --------------- | -------- | ------------ | -------------- | ---------------- |
| Finalista     | 1. | 6 lutego 2022   | Pune     | Twarda       | João Sousa     | 6:7(9), 6:4, 1:6 |
| Finalista     | 2. | 7 stycznia 2024 | Hongkong | Twarda       | Andriej Rublow | 4:6, 4:6         |

### Zwycięstwa w turniejach ATP Challenger Tour w grze pojedynczej
| Końcowy wynik | Nr | Data              | Turniej  | Nawierzchnia  | Przeciwnik          | Wynik finału     |
| ------------- | -- | ----------------- | -------- | ------------- | ------------------- | ---------------- |
| Zwycięzca     | 1. | 26 czerwca 2019   | Fergana  | Twarda        | Roberto Cid Subervi | 6:3, 6:2         |
| Zwycięzca     | 2. | 1 września 2019   | Manacor  | Twarda        | Matteo Viola        | 6:0, 6:1         |
| Zwycięzca     | 3. | 22 września 2019  | Glasgow  | Twarda (hala) | Alexandre Müller    | 6:3, 6:1         |
| Zwycięzca     | 4. | 17 listopada 2019 | Helsinki | Twarda (hala) | Mohamed Safwat      | 6:3, 6:7(4), 6:2 |

### Zwycięstwa w turniejach rangi ATP Challenger Tour w grze podwójnej
| Końcowy wynik | Nr | Data              | Turniej    | Nawierzchnia  | Partner          | Przeciwnicy                        | Wynik finału   |
| ------------- | -- | ----------------- | ---------- | ------------- | ---------------- | ---------------------------------- | -------------- |
| Zwycięzca     | 1. | 11 maja 2019      | Szymkent   | Ceglana       | Jurij Rodionov   | Gonçalo Oliveira Andrej Wasileuski | 6:4, 3:6, 10–8 |
| Zwycięzca     | 2. | 21 lipca 2019     | Amersfoort | Ceglana       | Harri Heliövaara | Jesper de Jong Ryan Nijboer        | 6:3, 6:4       |
| Zwycięzca     | 3. | 14 listopada 2020 | Bratysława | Twarda (hala) | Harri Heliövaara | Lukáš Klein Alex Molčan            | 6:4, 6:3       |